# Bulbophyllum ternatense
Bulbophyllum ternatense là một loài phong lan thuộc chi Bulbophyllum.